# Парадокс продуктивності
Парадокс продуктивності (англ. productivity paradox) — продуктивність працівника зменшується попри поліпшення в технологіях.
Цей парадокс набув популярності завдяки широко цитованій статті Еріка Брінолфссона, який помітив очевидну суперечність між приголомшливим збільшенням комп'ютерних потужностей і відносно повільним зростанням продуктивності на рівні економіки загалом, окремих підприємств та численних застосувань. Часом його називають Комп'ютерним парадоксом Солоу, маючи на увазі слова Роберта Солоу, які він сказав 1987 року: «Ви можете побачити еру комп'ютерів усюди, крім статистики з продуктивності». Парадокс отримав формулювання, як «невідповідність між кількістю інвестицій в інформаційні технології та віддачею на національному рівні».
Раніше поширеною була думка, що автоматизація діловодства збільшує продуктивність праці (або загальна факторна продуктивність). Однак, судячи з усього growth accounts не підтвердив цю думку. Від початку 1970-х до початку 1990-х зростання значно уповільнилось, тоді як автоматизація стала повсюдною. (Other variables in countries' economies were changing simultaneously; growth accounting separates out the improvement in production output using the same capital and labour resources as input by calculating growth in total factor productivity, AKA the «Solow residual».)
Парадокс продуктивності привернув до себе багато уваги, бо, судячи з усього, технологія вже не може збільшувати продуктивність тією мірою, як це було до початку 1970-х. Деякі економісти, як, наприклад, Роберт Дж. Гордон, тепер стверджують, що технологія загалом у своїй здатності збільшувати економічний ріст підкоряється закону спадної віддачі.